# Rhyzodiastes janus
Rhyzodiastes janus es una especie de escarabajo terrestre, categorizada en la tribu Clinidiini, de la subfamilia Rhysodinae.
Se atribuye su descripción a los entomólogos de origen estadounidense Ross Taylor Bell y Joyce Elaine Rockenbach Bell, quienes la citaron por primera vez en 1985.

## Descripción
La especie mide 5,9–6,3 mm de longitud (0,23 a 0,25 pulgadas). Cuenta con segmentos antenales externos casi esféricos, mechones o pelaje abundante a lo largo de su cuerpo, la cabeza de esta especie es ligeramente más larga que ancha, el pronoto es relativamente largo de 1,5 mm de longitud.

## Distribución
Se distribuye por Oceanía, en la República de Fiyi.